# George Eugene Uhlenbeck
George Eugene Uhlenbeck (Batavia, 6 dicembre 1900 – Boulder, 31 ottobre 1988) è stato un fisico olandese naturalizzato statunitense.

## Biografia
Studiò fisica all'Università di Leida, dove fu allievo di Paul Ehrenfest. Passò poi alcuni periodi di studio a Roma, dove conobbe e divenne amico di Enrico Fermi.
Divenne conosciuto per i suoi studi sullo spin dell'elettrone, e per un tipo di processo stocastico noto come processo di Ornstein-Uhlenbeck.

## Riconoscimenti e premi
- A lui è stato dedicato 9687 Uhlenbeck, asteroide della fascia principale, scoperto nel 1960.
- Ha ricevuto il premio Wolf per la fisica nel 1979.